# Маленька Італія (Мангеттен)
Маленька Італія (італ. Piccola Italia) — нейборгуд у Нижньому Мангеттені в Нью-Йорку, відомий своїм італійським населенням. На заході він межує з Трайбекою та Сохо, на півдні з Чайна-тауном, на сході з Бауері та Нижнім Іст-Сайдом, а на півночі з Нолітою.

## Історія

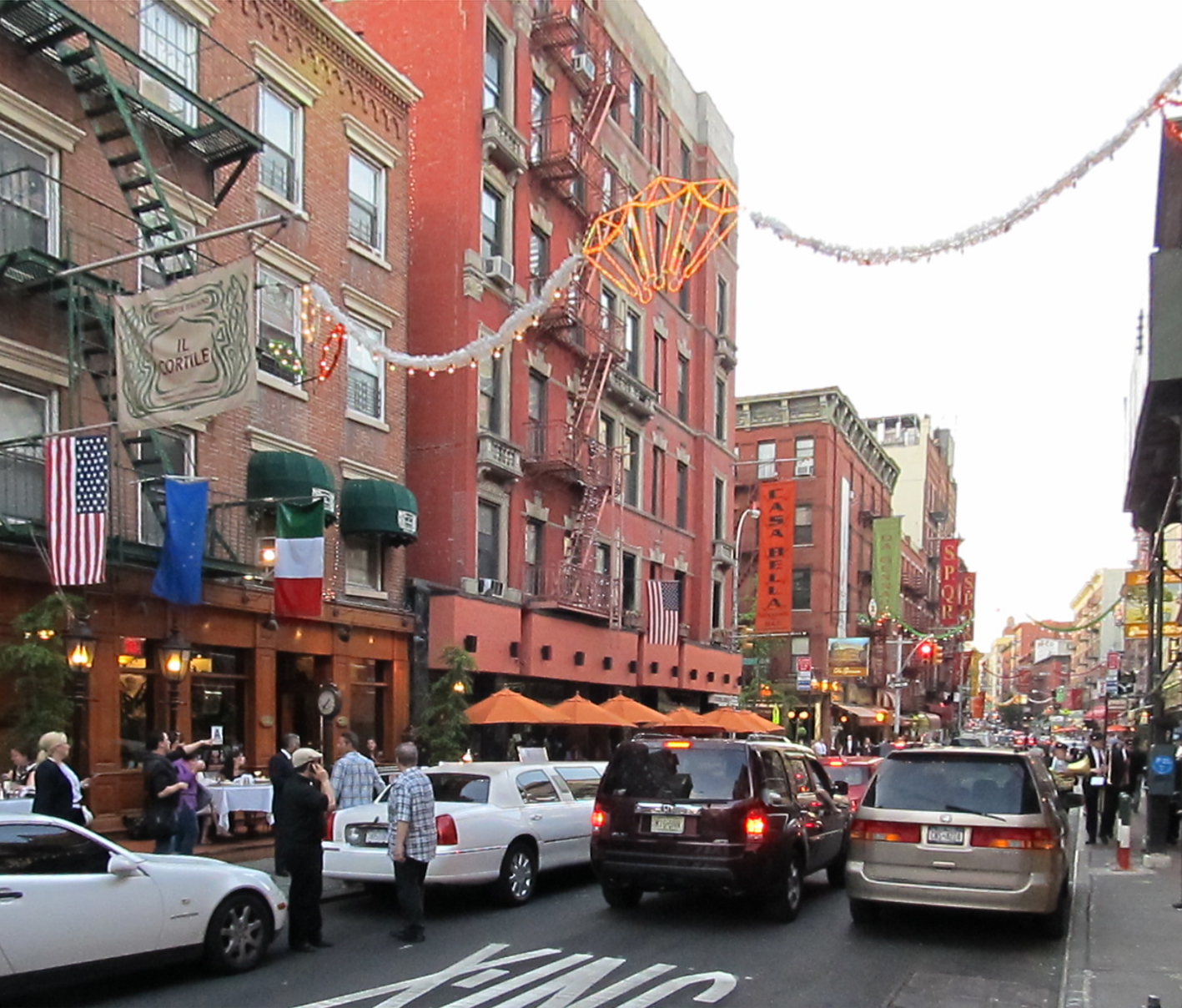
Малберрі-стріт у травні 2012 року

Раніше Маленька Італія простягалася на південь до Ворт-стріт, на північ до Х'юстон-стріт, на захід до Лафайєт-стріт і на схід до Бауері. Зараз це лише п'ять кварталів на Малберрі-стріт на північ від Канал-Сент. Маленька Італія виникла в Малберрі-Бенд на південь від Каналу, у місці, яке раніше було районом Файв-Пойнтс, а тепер є серцем Чайнатауна. Якоб Ріїс описав Малберрі-Бенд як «мерзенне ядро нетрів Нью-Йорка». Протягом цього періоду «іммігранти кінця 19-го століття зазвичай селилися в етнічних кварталах». Тому й була «масова імміграція з Італії протягом 1880-х років» призвела до великого поселення італійських іммігрантів у нижньому Манхеттені. Результати такої міграції спричинили «приплив італійських іммігрантів», що «привело до комерційного збирання їхнього житла та бізнесу».